# Ignacio Aldalur
Ignacio Aldalur Aizpuru (Azpeitia, Guipúzcoa, España, 1 de agosto de 1968) es un exfutbolista español que se desempeñaba como defensa.

## Clubes
| Club                    | País   | Año       |
| ----------------------- | ------ | --------- |
| Real Sociedad de Fútbol | España | 1986-1989 |
| S. D. Eibar             | España | 1990-1996 |